# Cantone di Courtenay
Il Cantone di Courtenay è una divisione amministrativa dell'arrondissement di Montargis.
A seguito della riforma approvata con decreto del 25 febbraio 2014, che ha avuto attuazione dopo le elezioni dipartimentali del 2015, è passato da 15 a 43 comuni.

## Composizione
I 15 comuni facenti parte prima della riforma del 2014 erano:
- Bazoches-sur-le-Betz
- Chantecoq
- La Chapelle-Saint-Sépulcre
- Courtemaux
- Courtenay
- Ervauville
- Foucherolles
- Louzouer
- Mérinville
- Pers-en-Gâtinais
- Rozoy-le-Vieil
- Saint-Hilaire-les-Andrésis
- Saint-Loup-de-Gonois
- La Selle-sur-le-Bied
- Thorailles

Dal 2015 i comuni appartenenti al cantone sono i seguenti 43:
- Bazoches-sur-le-Betz
- Le Bignon-Mirabeau
- Chantecoq
- La Chapelle-Saint-Sépulcre
- Château-Renard
- Chevannes
- Chevry-sous-le-Bignon
- Chuelles
- Corbeilles
- Courtemaux
- Courtempierre
- Courtenay
- Dordives
- Douchy
- Ervauville
- Ferrières-en-Gâtinais
- Fontenay-sur-Loing
- Foucherolles
- Girolles
- Gondreville
- Griselles
- Gy-les-Nonains
- Louzouer
- Melleroy
- Mérinville
- Mignères
- Mignerette
- Montcorbon
- Nargis
- Pers-en-Gâtinais
- Préfontaines
- Rozoy-le-Vieil
- Saint-Firmin-des-Bois
- Saint-Germain-des-Prés
- Saint-Hilaire-les-Andrésis
- Saint-Loup-de-Gonois
- Sceaux-du-Gâtinais
- La Selle-en-Hermoy
- La Selle-sur-le-Bied
- Thorailles
- Treilles-en-Gâtinais
- Triguères
- Villevoques